# 全画幅数码单反相机

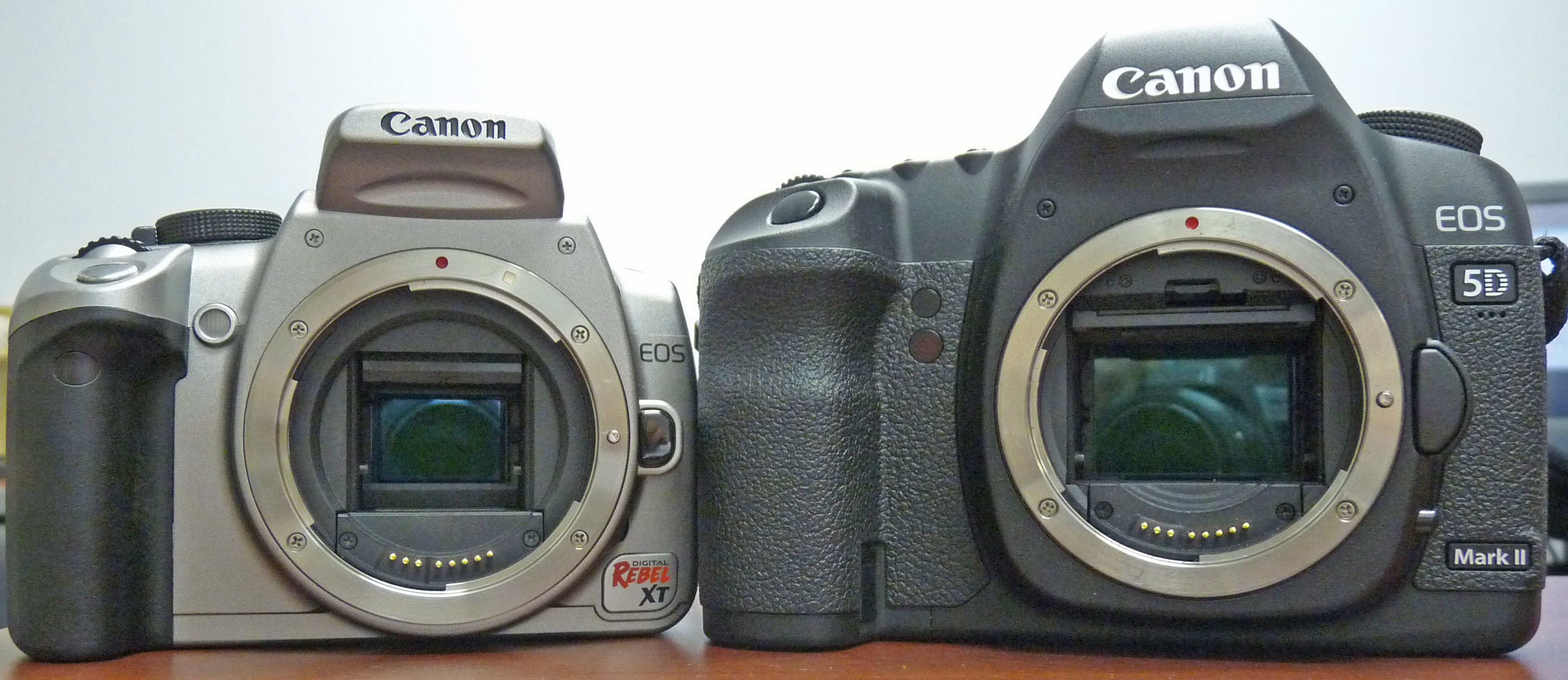
佳能發布的APS-C片幅相機（左，Rebel XT）與全片幅相機（右，5D Mark II）的大小比較，可見全片幅的影像傳感器比APS-C大了約0.6倍

全画幅数码单镜头反光相机（Full-frame digital SLR）是一类装配有接近传统 35 毫米胶片全尺寸（36 x 24 毫米）的影像传感器的数码单镜反光相机（DSLR）。所强调的全画幅（Full-Frame）是一种基于对比那些具备较小尺寸传感器的机型（一般为APS-C规格）的分类方式。
在2007年的时候，绝大多数的数码单反相机使用的都是小于 35 毫米规格的传感器——由于较小的尺寸的传感器较为的便宜，且易于处理。
在2008年的下半年，数码单反的几家制造商，佳能，尼康与索尼纷纷推出了自己的中高档135格式全画幅尺寸數碼单反相机。此举宣告135全画幅在数码单反市场普及在即。

## 其他关于 全画幅的使用

### CCD图像传感器技术
全画幅也用于指称，在电荷耦合器件传感器技术中，传感器的内容覆满整片感光原件的面积，而不是与同一空间相关像素共享的方式。

全画幅CCD的使用主要集中在数码单镜头反光照相机，因为其需要使用机械快门且不需要连续输出图像。此两功能并不相关。

### 135膠卷相机
在使用 35mm (135型) 膠卷的照相機中, 可區分為用滿 36mm*24mm 的全片幅 (full-frame, 底片時代俗稱全格機) 和 只用 18mm*24mm 的半片幅 (Half-frame, 俗稱半格機) 兩種機型; 這兩種底片曝光框的尺寸, 分別對應於使用 35mm 電影膠卷攝影機中的 雙格 (double-frame) 和 單格 (single-frame) 的機型.

## 全片幅數位單眼反光照相機一覽
- Contax N Digital (2002，已停產)
- Canon EOS 1Ds (2002，已停產)
- Kodak DCS Pro 14n (2003，已停產)
- Kodak DCS Pro SLR/n (2004，已停產)
- Kodak DCS Pro SLR/c (2004，已停產)
- 佳能 EOS-1Ds Mark II(2004，已停產)
- 佳能 EOS 5D (2005，已停產)
- Nikon D3 (2007/08/23，已停產)
- 佳能 EOS-1Ds Mark III (2007，已停產)
- 尼康 D700 (2008/07/01，已停產)
- 索尼 Alpha 900 (2008，已停產)
- 佳能 EOS 5D Mark II (2008，已停產)
- 尼康 D3X (2008/12/01，已停產)
- 尼康 D3S (2009/10/14，已停產)
- 索尼 Alpha 850 (2009，已停產)
- 尼康 D800 (2012/3/22)
- 尼康D4 (2012/01/06，已停產)
- 佳能 EOS 5D Mark III (2012)
- 索尼 Alpha 99（2012）
- 尼康D600 (2012/9/18，已停產)
- 佳能 EOS 6D (2012/12/1)
- 佳能 EOS-1D X(2012)
- 尼康D610(2013/10/8)
- 尼康Df(2013/11/5)
- 尼康D4S (2014/2/25)
- 尼康D810 (2014/6/26)
- 尼康D750 (2014/9/12)
- 佳能EOS 5DS/5DSR（2015/2/6）
- 尼康D5（2016/1/6）
- 佳能 EOS-1D X Mark II（2016/2/2）
- 宾得 K-1（2016/2/18）
- 尼康D850（2017/8/24）

## 全画幅数码旁轴取景相机一览
- Leica M9 (2009)
- Leica M240(2013)

## 全画幅无反光镜可换镜头相机一览
| 品牌      | 型號    | 發表日期 |
| --------- | ------- | -------- |
| Sony      | α7、α7R | 2013/10  |
| Sony      | α7S     | 2014/04  |
| Sony      | α7II    | 2014/11  |
| Sony      | α7RII   | 2015/07  |
| Sony      | α7SII   | 2015/09  |
| Sony      | α9      | 2017/04  |
| Sony      | α7RIII  | 2017/09  |
| Sony      | α7III   | 2018/02  |
| Nikon     | Z6      | 2018/08  |
| Nikon     | Z7      | 2018/08  |
| Canon     | EOS R   | 2018/09  |
| Panasonic | S1      | 2018/09  |
| Panasonic | S1R     | 2018/09  |
| Panasonic | S1H     | 2019/09  |
| Canon     | EOS RP  | 2019/02  |
| Sony      | α7RIV   | 2019/07  |

## 全画幅数码便携相机一览
- 索尼“黑卡”Cyber-shot RX-1 (2012)
- 索尼“黑卡”Cyber-shot RX-1R (2013)
- 索尼“黑卡”Cyber-shot RX-1RII (2015)
- 徕卡 Q 便携相机 (2015)
- 徕卡 Q-P 便携相机 (2018)
- 徕卡 QII 便携相机 (2019)